# ارنان (مهریز)
ارنان روستایی در دهستان ارنان بخش مرکزی شهرستان مهریز استان یزد ایران است. سنگ نگاره‌های کوه ارنان مربوط به ۱۵۰۰ سال قبل از میلاد مسیح تنها یکی از جاذبه‌های دیدنی آن است که مورد توجه باستان شناسان و گردشگران زیادی قرار دارد مردمان بومی این روستا اعتقاد دارند این سنگ نگاره‌ها توسط انسانهای نخستین حکاکی شده.
روزگاری نه چندان دور، اغلب ساکنان این روستا زرتشتی بوده‌اند و اصلاً نام روستا که قدمت آن بر اساس سنگ نگاره‌های موجود، به بیش از ۱۰ هزار سال پیش می‌رسد، برگرفته از نام یکی از دختران بزرگ زاده زرتشت بوده است.
روستای تاریخی اِرنان که سنگ نوشته‌های آن شهرت بسیاری دارد، قلعه‌ای باشکوه از خشت و گل را در خود جای داده که گوشه گوشه آن راوی تاریخی پر فراز و نشیب است.
قلعه تاریخی اِرنان علاوه بر فضاهای مسکونی، دارای مسجد است که این نشان از دین‌مداری قوی ساکنان مسلمان شده این روستا دارد.
این قلعه تا ۲۰ سال پیش نیز مسکونی بوده و ساکنان بسیاری داشته اما از دو دهه پیش تقریباً خالی از سکنه شده است.
این قلعه تاریخی متعلق به دوران قاجار است و سبک معماری آن در نوع خود بی‌نظیر و تکرار ناشدنی است.

## جمعیت
بر پایه سرشماری عمومی نفوس و مسکن در سال ۱۳۹۵ جمعیت این روستا ۲۹۶ نفر (۱۰۶خانوار) بوده‌است.